# Дачное (Одесская область)
Дачное — село, центр сельского совета, образовано 12.09.1967 из двух сел — Гниляково и Дачное (до 01.02.1945 х. Кабаченко). Расположено в 22 км от областного центра и в 60 км от районного центра. Площадь населенного пункта — 592 га. Населения по состоянию на 2021 г. составляет 11150 человек.

## История
Дачное — современное село, протянувшееся вдоль железнодорожного пути Одесса–Раздельная и находящееся в 1,5 км от автодороги Одесса–Киев М-05 (E 95).
Известно, что регион Нижнего Приднестровья именовался Ханской Украиной, или Очаковской областью. К России эти земли были фактически присоединены в сентябре 1789 г., а юридически — в декабре 1791 г., как результат очередной русско-турецкой войны. Тогда и начали заселяться села этой местности, а вместе с ними и село Гниляково.

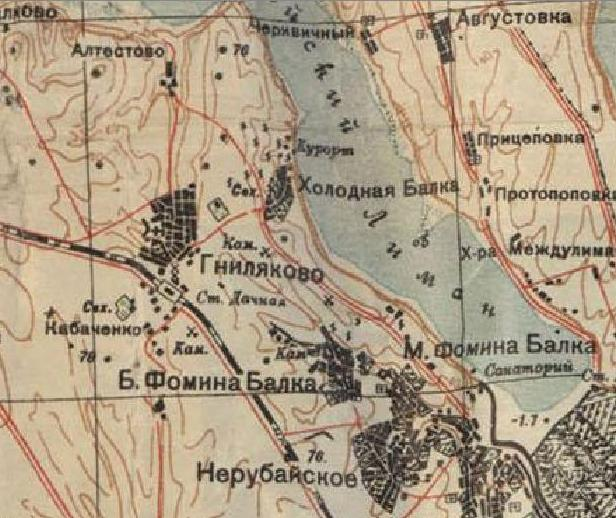
Гниляково на карте

Первыми поселенцами региона становятся семьи запорожских казаков, молдаване, валахи, украинские и российские беглые крестьяне.
Село основано примерно в 1740-1750 гг селянами-беглецами из центральных губерний страны и казаков Запорожской Сечи. Среди первых поселенцев был казак Гниляченко, фактически от которого село и получило название Гниляково.
Первые три десятилетия село активно развивается, осваиваются земли, идет строительство жилья, создается сельскохозяйственное товарное производство, процветает земледелие и скотоводство. Еще активнее начинается развитие села после ликвидации Запорожской Сечи в 1775 г.
14 октября 1830 основатели села освятили ново-возведенный Храм в честь Покрова Пресвятой Богородицы.
В ноябре 1865 г. начинается строительство железной дороги Одесса–Балта (Балта (станция)), которая проходит через село Гниляково, а в декабре 1867 г. начато регулярное движение на железной дороге. С постройкой железной дороги расширяются перевозки товаров, развивается торговля, ещё активнее заселяется село.
Земельные участки, принадлежавшие Одесской Городской управе, заселялись богатыми помещиками. Так появляется хутор Кабаченко, дачи Рабиновича, Малаховских, Сцибор-Мархоцких, Несторовых.
Безземельные поселенцы уходили на заработки в шахты г. Одессы, где добывали камень-ракушечник. Постепенно село получает другое название — Дачное. Выгодное железнодорожное сообщение привлекало новых поселенцев.
В 1804 г. в селе действовала церковно-приходская школа, а в 1895 г. построена двухэтажная церковно-приходская школа, где сейчас находится Дачненская средняя школа № 1.
В 1902 г. в с. Холодная Балка работал врачом земской грязелечебницы брат В. И. Ленина. Д.И. Ульянов, который также имел связь с революционерами села Гниляково и через них распространял газеты и листовки в селе. Свою деятельность революционеры видели в терроре против помещиков и кулаков.
В 1905 г. крестьяне Гниляково захватили помещичий урожай.

## Советский период
Советская власть в селе была установлена в январе 1918 г., а в 1921 г. создана первая комсомольская организация.
К концу 1925 г. работала начальная Трудовая школа, в 1930 г. создается школа-семилетка и школа-четырехлетка, возле железной дороги. В 1934 г. именно в селе Гниляково была открыта первая средняя школа Беляевского района. Первым директором Дачненской средней школы была А.М. Хворостина, жена выдающегося политического одесского деятеля. В 1926 г. в селе был образован народный театр из талантливых односельчан, репетиции которого проводились в помещении нынешнего сельского совета.
В 20-е гг. в Одессе в трамвайном депо на Слободке было подсобное хозяйство, где содержали коров. Когда встал вопрос о переносе коровника за пределы города Одессы, таким местом было избрано пригородное село Дачное. Многие люди, которые строили коровники, оставались здесь жить и работать. С тех пор хозяйство стало называться молочным комбинатом № 2. После войны он был возрожден и впоследствии переименован в «Совхоз им. Октябрьской революции».
В 1925 г. образованы сельский совет, а также первые коллективные хозяйства ("Крестьянский труд" и "Агрокультура"), которые потом объединились в один колхоз "Новая заря". Также в начале века была создана больница полицейского управления, которая в 2002 г. отметила своё столетие.
22 июля 1941 примерно в 15 часов над селом сбросил свои первые бомбы фашистский самолет, некоторые из них попали в помещение вокзала. Жители села переселялись в с. Холодная Балка и на хутор Кабаченко, подальше от железной дороги. Добровольцы шли на защиту Родины, организовывались партизанские подпольные отряды. Село оккупировали румыны. Прошел отряд калмыков, которые запомнились своей жестокостью.
10 октября 1941 враг уже атаковал передний край у хутора Кабаченко, а 11 октября возле с. Гниляково занял с. Холодную Балку. К бою вступила артиллерия, управляемая полковником Д.И. Песочным. Героически сдерживая натиск врага, воины 90-го полка вместе с подкреплением отбросили врага и закрепились на рубеже Гниляково - Холодная Балка - станция Дачное - хутор Кабаченко (с 01.02.1945 х. Дачный).
Возле помещения школы вдоль железнодорожного полотна шли жестокие бои. Территорию защищали матросы, солдаты и офицеры 95-й Молдавской ленточной Дивизии. Жители села также помогали,  носили раненых в помещение школы, где был госпиталь, хоронили погибших воинов.
В период Великой Отечественной войны 679 жителей села воевали на фронтах, 283 из них погибло. 204 имени высечено на памятнике погибшим воинам-односельчанам. В селе также построен монумент в честь 411-й батареи и монумент на краю села Дачного у дороги Одесса-Киев воинам 241-го стрелкового полка 95-й МСД, 57-го и 391-го артиллерийских полков моторизированного батальона и добровольного отряда моряков (см. Пояс Славы (Одесса)).
После Великой Отечественной войны крестьяне приступили к восстановлению разрушенного хозяйства.
В 1957 г. село Дачное был электрифицировано.
В 1977 г. по планам руководителей того времени высокопроизводительное многоотраслевое хозяйство «Совхоз им. Октябрьской революции» прекратил своё существование и стал четвертым отделением Нерубайского «Совхоза им. Ленина».
К 1982 году в сельсовет входили села Алтестово и Холодная Балка.

## XXI век
На сегодня с. Дачное — одно из крупнейших сел Одесского района, особенно развито в сельскохозяйственном производстве. В селе действуют два мощных сельскохозяйственных предприятия: «Агрофирма Черноморская» и Государственное предприятие "Экспериментальная база «Дачное» на базе Селекционно-генетического института — Национального центра семеноведения и сортоизучения, которое в 2012 г. отмечало своё 80-летие. Хозяйство занимается размножением и выращиванием семян новых и перспективных сортов зерновых, бобовых, масличных и кормовых культур, а также развитием животноводства.
Селом курсирует автобусный маршрут № 46 Дачное — Одесса.
12 фермерских хозяйств. СОШ № 1 и Дачненская школа-гимназия, детский сад «Антошка», больница на 25 коек и поликлиническое отделение, две библиотеки, два почтовых отделения, отделения «Ощадбанка» и отделение «Имэксбанка», частный рынок «ПОКРОВА», СТО.
Газовая сеть проведена по всей территории села. Установлена цифровая АТС на 1000 номеров. Вводятся в эксплуатацию новые жилые дома, функционирует семь водонапорных башен Рожновского. В селе Дачное организуются и проводятся обще сельские культурные мероприятия ко Дню Победы, Дню независимости, Дню защитника Отечества и, конечно, Дню села.

## Личности
Дачное славится талантливыми людьми. Это поэты — Павлов Евгений (Слон).Туренко Павел(Криминал) Л.М. Заславский, Е.Л. Заславская, А.С. Головко , Штирляева Т.В. ,В.В. Серкевич, Л.В. Кальянова; композитор А.И. Зернин; поэт и композитор Г.И. Игнатенко; А.В. Сурилов — доктор юридических наук, профессор Одесского государственного университета им. Мечникова, автор исторических романов "Адмирал де Рибас", "Дюк Ришельё", "Месть гайдука", "Фельдмаршал Воронцов". А. Г. Козюренко, художник-карикатурист, много лет бывший гл. художником журнала «Перец»; Виктор Фёдорович Кутненко — первый дельтапланерист, осуществлявший полеты в 1979 году и первый кинооператор снимавший хронику
села с начала 70-х годов 20 века.